# Benjamin Strasser (Maler)
Benjamin Strasser (* 21. Juni 1888 in Wien; † 18. September 1955 in New York) war ein österreichischer Maler und Grafiker.

## Leben
Strasser war der Sohn des Bildhauers und Malers Arthur Strasser. Er studierte in den Jahren von 1905 bis 1912 an der Wiener Akademie unter Franz Rumpler und Siegmund L’Allemand. Studienreisen führten ihn nach Paris, Holland, Deutschland und in die Schweiz. Ab 1912 war Strasser in München ansässig, wo er auch Mitglied und Juror der Münchner Künstlergenossenschaft war.
Während des Ersten Weltkrieges musste Strasser 1915 zum Landsturm einrücken und ersuchte um Dezember gleichen Jahres um Aufnahme als Kriegsmaler in die Kunstgruppe des k.u.k. Kriegspressequartiers, dem am 12. Jänner 1916 stattgegeben wurde. Seine ersten Exkursionen führten ihn an den russischen Kriegsschauplatz, 1917 in die Karpaten, nach Albanien und an die Isonzofront. Im Frühjahr und im Sommer 1918 arbeitete er bei der Heeresgruppe des Generalobersten Svetozar Boroëvić von Bojna am Piave. Strasser lieferte auch Plakate für Kriegsanleihen. Benjamin Strasser wurde bis Dezember 1918 in den Standeslisten des Kriegspressequartiers geführt.
Strasser war Mitglied des Reichsverbands bildender Künstler Deutschlands und Träger des Trebitsch-Preises. Vor den Nationalsozialisten musste er über die Schweiz nach England fliehen. Schließlich emigrierte er 1953 in die Vereinigten Staaten.
Sein Bruder Roland Strasser war ebenfalls Maler und Grafiker.

## Werke (Auswahl)
- Maschinengewehr als Fliegerabwehr auf dem Campanile von Seren (Oberitalien), Bleistift und Farbkreide auf Papier, 28 × 27 cm (Heeresgeschichtliches Museum Wien)
- Flugplatz von Feltre (Oberitalien), Bleistift und Farbkreide auf Papier, 27 × 39,5 cm (Heeresgeschichtliches Museum Wien)
- 30,5 cm Mörser bei Kirlibala in den Karpathen, 1917, Öl auf Leinwand, 61,5 × 51 cm (Heeresgeschichtliches Museum Wien)
- 10 cm Feldhaubitze M1914 in Stellung am Piave 1918, 1918, Öl auf Leinwand, 70,5 × 96,5 cm (Heeresgeschichtliches Museum Wien)
- Hilfsplatz, Öl auf Leinwand, 110 × 135 cm (Heeresgeschichtliches Museum Wien)